# 呉羽郵便局
呉羽郵便局（くれはゆうびんきょく）は富山県富山市にある郵便局。民営化前の分類では集配普通郵便局であった（現在は集配機能を廃止）。

## 概要
民営化直前の集配業務再編において、多くの集配普通郵便局は統括センターとなったが、当局は配達センターとされたため、民営化後も郵便事業株式会社の支店は併設されず、集配センターが併設された。その後、2011年（平成23年）9月20日に呉羽集配センターが廃止されたため、郵便局単独店舗となった。なお、郵便番号は、同日新設された郵便事業富山西支店（現・富山西郵便局）に継承された。

## 沿革
- 1918年（大正7年）1月21日 - 三等郵便局として開局し、郵便、貯金及び為替の取扱を開始する[1][2]。
- 1936年（昭和11年）11月30日 - 電信及び電話通話事務の取扱を開始する[3]。
- 1937年（昭和12年）
  - 3月26日 - 電報配達事務を開始する[4]。
  - 11月15日 - 電話交換業務を開始する[5]。
- 1941年（昭和16年）2月1日 - 通信官署官制改正により等級制を廃止する[6]。
- 1955年（昭和30年）4月1日 - 電話交換事務のうち、営業事務を富山電話局に、その他の事務を呉羽電話局にそれぞれ移管する[7]。
- 1962年（昭和37年）3月15日 - 老田郵便局から電話交換業務の一部を承継する[8]。
- 1976年（昭和51年）7月1日 - 和文電報配達業務を富山電報電話局に移管する[9]。
- 1981年（昭和56年）8月1日 - 特定郵便局から普通郵便局に局種別を改定する[10]。
- 1990年（平成2年）10月29日 - 局舎を富山市呉羽町から同市茶屋町に移転する[11]。
- 1998年（平成10年）9月1日 - 外国通貨の両替および旅行小切手の売買に関する業務取扱を開始する[12]。
- 2007年（平成19年）10月1日 - 民営化に伴い、併設された郵便事業富山南支店呉羽集配センターに一部業務を移管。
- 2011年（平成23年）9月20日 - 併設の郵便事業富山南支店呉羽集配センターが廃止（集配区自体は、郵便事業富山西支店が継承）。郵便局単独店舗となる。
- 2012年（平成24年）10月1日 - 日本郵便株式会社発足。

## 取扱内容
- 郵便、印紙、ゆうパック、内容証明
- 貯金、為替、振替、振込、国際送金、外貨両替、国債、投資信託
- 生命保険、バイク自賠責保険
- ゆうちょ銀行ATM

## 周辺
- 富山県立図書館
- 富山市民俗民芸村
- 呉羽山
- 呉羽山温泉

## アクセス
- あいの風とやま鉄道線 呉羽駅から南東へ約1.8km（徒歩約21分）
- 富山地方鉄道バス「追分口」停留所、呉羽いきいきバス 「カーマ・ハイトマト・郵便局」停留所下車
- 北陸自動車道 富山西ICから北東へ約6km
- 富山県道44号富山高岡線沿い
- 駐車場あり：9台